# Monte Tarawera

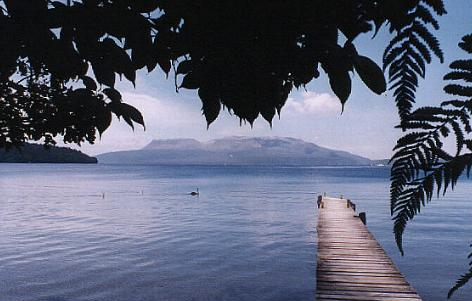
O lago Tarawera, com o Monte Tarawera ao fundo.

O Monte Tarawera é um vulcão localizado a 24,1 km sudeste de Rotorua, na Ilha Norte da Nova Zelândia. Consiste numa série de cúpulas de lava riolíticas que foram fendidas numa erupção basáltica em 1886. Os seus três picos são Ruawahia Peak, Tarawera Peak e Wahanga Peak. O cume situa-se a 1111 m de altitude. A cratera do vulcão é uma série de rifts com seis quilómetros estendendo-se na direcção nordeste-sudoeste.
O vulcão encontra-se rodeado por diversos lagos, muitos dos quais foram criados ou dramaticamente alterados pela erupção de 1886. os lagos incluem o Tarawera, Rotomahana, Rerewhakaaitu, Okataina, Okareka, Tikitapu e Rotokakahi. O rio Tarawera atravessa o lado norte da montanha, correndo para nordeste a partir do lago Tarawera.

## A erupção de 1886

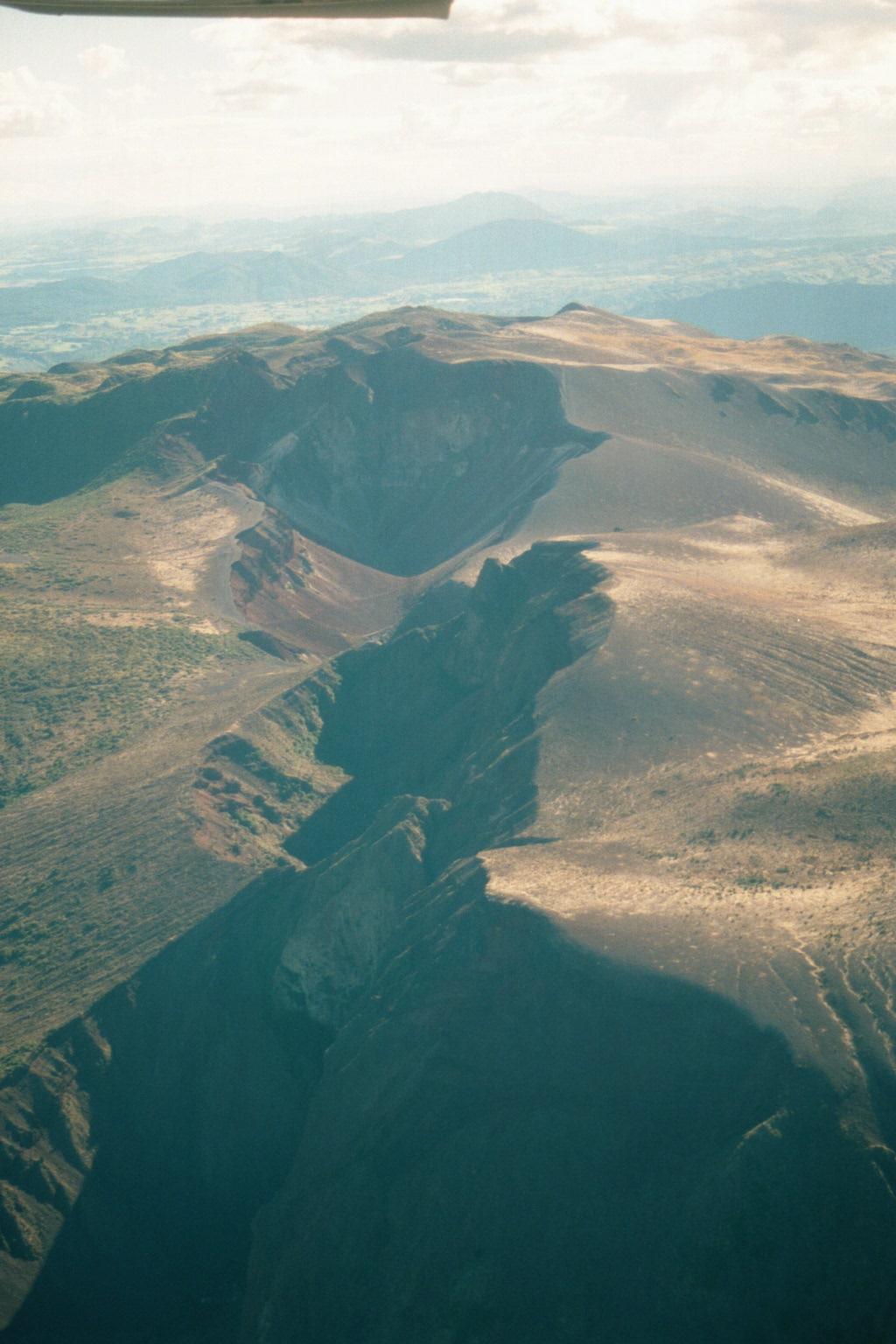
A cratera vulcânica.

Pouco após a meia-noite, na madrugada de 10 de Junho de 1886, uma série de 30 sismos de crescente intensidade abalaram a região de Rotorua, observando-se relâmpagos difusos vindos da direcção do Tarawera. Cerca das 02:00h foi sentido um grande sismo, seguido do som de uma explosão. Meia hora depois, os três picos do Monte Tarawera entravam em erupção, expelindo três colunas de fumo e cinza com milhares de metros de altura. Cerca das 03:00h, iniciou-se a maior fase da erupção, com grande expulsão de materiais de Rotomahana sob a forma de uma onda piroclástica, obliterando os Pink and White Terraces (na altura a maior atracção turística natural do país) e diversas aldeias num raio de seis quilómetros, como a aldeia Māori Te Wairoa.
Foi possível ouvir a erupção tão longe quanto Blenheim (no norte da Ilha Sul) e os efeitos da cinza no ar foram sentidos tão longe quanto Christchurch, a mais de 800 km.
Pensa-se que a erupção terá tirado a vida a cerca de 120 pessoas (incluindo sete europeus), sendo possível que mais pessoas tenham morrido. Cerca de dois quilómetros cúbicos de tefra foram expelidos. Muitos dos lagos em redor do vulcão foram alterados de forma dramática, tendo ocorrido em especial o alargamento do lago Rotomahana, correspondente à maior cratera ligada à erupção e que voltou a ser preenchida por água.

## References
1. ↑  R. F. Keam (1988). Tarawera. [S.l.: s.n.] ISBN 0-473-00444-5
2. ↑  Okataina Eruptive History at the Global Vulcanism Program website